# Křenovice, Písek
Křenovice là một làng thuộc huyện Písek, vùng Jihočeský, Cộng hòa Séc.